# PGC 16789
LEDA/PGC 16789 (NGC 1796B-2) ist eine Spiralgalaxie vom Hubble-Typ S im Sternbild Dorado am Südsternhimmel. Gemeinsam mit PGC 16787 (NGC 1796B-1) bildet sie ein interagierendes Galaxienpaar.